# Овручская и Коростенская епархия
Овручская и Коростенская епархия — епархия Украинской православной церкви, объединяет приходы и монастыри на территории Емильчинского, Коростенского, Лугинского, Малинского, Народичского, Овручского, Олевского, Радомышльского, Хорошевского районов Житомирской области.

## История
К 1924 году относится перовое сообщение об Овручском викарном епископе — Максиме (Жижиленко), который оставался Овручским епископом до 1925 года.
Учреждена как независимая решением Священного Синода Украинской Православной Церкви от 22 июня 1993 года, будучи выделенной из Житомирской епархии.

## Епископы
- с 22 июня 1993 — Виссарион (Стретович)